# Thomas Trenczek
Thomas Trenczek (* 1960 in Leipzig) ist ein deutscher Rechts- und Sozialwissenschaftler.

## Werdegang
Trenczek studierte von 1980 bis 1986 Rechtswissenschaft und ab 1982 Sozialwissenschaften an der Eberhard Karls Universität Tübingen und (1987/88) an der University of Minnesota in Minneapolis (USA). Er beendete das Jura-Studium mit beiden Staatsexamina und das Studium der Sozialwissenschaften (Schwerpunkt Erziehungswissenschaft und Sozialpädagogik) mit dem Magister-Examen. Trenczek war wissenschaftlicher Mitarbeiter an den Kriminologischen Instituten von Hans-Jürgen Kerner in Tübingen sowie von Christian Pfeiffer in Hannover. Im Bereich der Sozialwissenschaften lernte er u. a. bei Hans Thiersch und Siegfried Müller sowie Burt Galaway (USA). 1996 promovierte er zum Dr. iur. summa cum laude an der Universität Tübingen mit einer rechtsvergleichenden Untersuchung über die strafenden und wiedergutmachenden Elemente im deutschen und US-amerikanischen Straf- und Zivilrecht.
Trenczek war von 1988 bis 1991 Bundesgeschäftsführer der Deutschen Vereinigung für Jugendgerichte und Jugendgerichtshilfen (DVJJ) in Hannover und danach 10 Jahre lang Landesvorsitzender der DVJJ in Niedersachsen. 1989 gründete er als verantwortlicher Schriftleiter das „DVJJ-Journal“ (jetzt: Zeitschrift für Jugendkriminalrecht und Jugendhilfe – ZJJ). Während seines Studiums sowie während und nach seinem juristischen Referendariat machte er Praxiserfahrungen in der Rechtsanwaltschaft, der Heilerziehungspflege sowie der Kinder- und Jugendhilfe. Seit 1996 ist Trenczek Professor für Rechtswissenschaft (Öffentliches Recht, Jugend- und Strafrecht; Mediation/Konfliktmanagement) an der Ernst-Abbe-Hochschule Jena.
Trenczek beschäftigt sich seit Mitte der 1980er Jahre mit Restorative Justice und Mediation und verbrachte deshalb 1987/88 ein Studienjahr in den USA, wo er Howard Zehr und Burt Galaway kennenlernte und seine erste Mediationsausbildung absolvierte. 2001/02, 2006 und 2011/12 sowie 2017 verbrachte er jeweils mehrere Monate in Australien und Neuseeland, um die dortige Mediations- und RJ-Praxis kennen zu lernen. Er ist Mitbegründer und 1. Vors. der Waage Hannover e.V., eingetragener Mediator (BMJ, Wien), Lehrtrainer (BMWA) und als Mediator in Australien akkreditiert (NMAS). Von 2003 bis 2013 war er 1. Vorsitzender von Konsens e.V., Verein zur Förderung der Mediation in Niedersachsen. Er ist Visiting Scholar u. a. der Griffith University Law School sowie der School of Social and Cultural Studies, Massey University (NZ). Er ist bzw. war Mitglied mehrerer Redaktionen von Fachzeitschriften (u. a. Contemporary Justice Review; BM-Spektrum der Mediation; Zeitschrift für Jugendkriminalrecht und Jugendhilfe), Kommissionen, Beiräten (z. B. AGJ, BMWA-Zertifizierungskommission, IGfH-FG Inobhutnahme, Spektrum der Mediation; International Advisory Board Singapore Management University).
Trenczek interessiert sich für die Elemente und Strukturen der Sozialkontrolle und die interdisziplinäre Verschränkung von Recht und Sozialer Arbeit.  Seine Arbeitsschwerpunkte liegen in den Themenfeldern
- Strategien und Methoden konsensorientierter Streiterledigungsformen/Mediation
- Jugenddelinquenz, Jugendhilfe und Strafverfahren
- Jugendhilfe und Kindesschutz (Inobhutnahme und Mitwirkung der Jugendhilfe im familiengerichtlichen Verfahren)

In diesen Bereichen geht es um rechtliche (Jugendrecht, Strafrecht, Sozialrecht, Familienrecht), sozialwissenschaftliche (Kriminologie; Konfliktforschung) und methodische Fragen und Themen (Mediation und Konfliktmanagement). Trenczek ist Verfasser und Herausgeber von neun Büchern und knapp 200 Fachaufsätzen, zum Thema Mediation und Restorative Justice, Kinder- und Jugendhilferecht, Inobhutnahme, sowie Jugend, Delinquenz und Strafjustiz.

## Veröffentlichungen
- Auszug aus dem Souterrain? Rechtliche Rahmenbedingungen und sozialpädagogische Handlungsansätze für die Jugendhilfe im Strafverfahren. In: RdJB. 1993, S. 316 ff.
- Restitution – Wiedergutmachung, Schadensersatz oder Strafe? Nomos, Baden-Baden 1996.
- Strafe, Erziehung oder Hilfe? Neue ambulante Maßnahmen und Hilfen zur Erziehung. Forum Verlag, Bonn 1996, ISBN 3-930982-06-4.
- Victim-offender-reconciliation: The danger of cooptation and a useful reconsideration of law theory. (PDF) In: Contemporary Justice Review. Vol. 5, 2002, S. 23–34.
- Die Mitwirkung der Jugendhilfe im Strafverfahren. Konzeption und Praxis der Jugendgerichtshilfe. BeltzVotum, Münster 2003, ISBN 3-407-55906-2.
- Streitregelung in der Zivilgesellschaft. In: Zeitschrift für Rechtssoziologie. Band 26, Dez. 2005, S. 3–33.
- Victim Offender Mediation and Restorative Justice – the European landscape (zusammen mit C. Pelikan); in Sullivan, D./Tifft, L. (eds.) Handbook of Restorative Justice: A Global Perspective; Taylor and Francis, London (UK), 2006, S. 63–90.
- Inobhutnahme – Krisenintervention und Schutzgewährung durch die Jugendhilfe. 2. Auflage. Boorberg, Stuttgart 2008, ISBN 978-3-415-03931-5.
- Resozialisierung jugendlicher und heranwachsender Straftäter. Allgemeine Jugendhilfe – Jugendgerichtshilfe – Jugendstraffälligenhilfe. In: Cornel u. a.: Handbuch Resozialisierung. Nomos, Baden-Baden 2009, S. 102 ff.
- Mediation made in Germany – a quality product (zusammen mit S. Loode), Australasian Dispute Resolution Journal 23 (2012), 61 ff.
- mit J. Münder, T. Meysen (Hrsg.): Frankfurter Kommentar zum SGB VIII: Kinder- und Jugendhilfe. 7. Auflage. Nomos, Baden-Baden 2013, ISBN 978-3-8329-7561-6.
- Entwicklung und Situation der Mediation in Australien; ZKM 2012, S. 165 ff.
- Restorative Justice in Neuseeland – Conferencing im Rahmen des strafrechtlichen Verfahrens zwischen Tradition und Moderne; Neue Kriminalpolitik 3/2013, 268–287.
- Beyond Restorative Justice to Restorative Practice; in Cornwell, D./Blad, J./Wright, M. (eds.) Civilizing Criminal Justice, Hook, Hampshire (UK) 2013, S. 409 ff.
- mit D. Berning und C. Lenz (Hrsg.): Mediation und Konfliktmanagement, Praxishandbuch. Nomos, Baden-Baden 2013, ISBN 978-3-8329-6886-1.
- Restorative Justice – (strafrechtliche) Konflikte und ihre Regelung. In: AKKrimSoz (Hrsg.): Kriminologie und Soziale Arbeit. Juventa, Weinheim 2014, S. 193–211.
- mit J. Münder: Kinder- und Jugendhilferecht – Lehrbuch. 8. Auflage. Nomos/UTB, Baden-Baden 2015, ISBN 978-3-8252-4498-9.
- Restorative justice: new paradigm, sensitizing theory or even practice?. Restorative Justice: an International Journal; special book review forum – A tribute to Howard Zehr, Routledge 2015, 3:3, S. 453–459.
- Mediation und Täter-Opfer-Ausgleich. Wesensmerkmale und fachliche Standards, Zeitschrift für Konfliktmanagement 1/2016, S. 4–8.
- Embedding Mediation and Dispute Resolution into Statutory Civil Law: The Example of Germany (zusammen mit S.Loode); in: Ian Macduff (ed.): Essays on Mediation – Dealing with Disputes in the 21st Century; Alphen aan den Rijn 2016, chapter 12 (S. 177–192).
- Jugendkriminalität, Jugendhilfe und Strafjustiz; Handbuch und Kommentar; (zusammen mit B. Goldberg) München 2016
- Allparteilichkeit – Anspruch und Wirklichkeit; ZKM 6/2016, S. 230 f.
- Vermittlung in strafrechtlich relevanten Konflikten – Fachliche Standards unter Berücksichtigung des Mediationsgesetzes und der EU-Opferschutzrichtlinie (zusammen mit A. Hartmann); Neue Justiz 8/2016, S. 325–333.
- Handbuch Inobhutnahme;  3. Auflage, Boorberg Verlag, Stuttgart 2017
- mit B. Tammen, W. Behlert, A. v. Boetticher: Grundzüge des Rechts. 5. Auflage. Ernst Reinhardt Verlag, München 2018, ISBN 978-3-8252-8726-9.
- Kriminalprävention durch Restorative Justice – Evidenz aus der empirischen Forschung (zusammen mit A. Hartmann), in: Walsh, M. et al. (Hrsg.) Evidenzorientierte Kriminalprävention in Deutschland; Springer Berlin 2018, S. 859 ff.
- Handbuch Mediation und Konfliktmanagement (Hrsg.), 2. Auflage, Nomos Verlag Baden-Baden 2017, ISBN 978-3-8487-2948-7
- mit J. Münder, T. Meysen (Hrsg.): Frankfurter Kommentar zum SGB VIII: Kinder- und Jugendhilfe. 9. Auflage. Nomos, Baden-Baden 2022, ISBN 978-3-8487-7192-9
- Strafrecht und Soziale Arbeit (zusammen mit Cornel, H.) Nomos Verlag Baden-Baden 2019, ISBN 978-3-8487-5574-5